# دماغه شمالی (نروژ)
دماغه شمالی (نروژی: Nordkapp) یک دماغه در شمال جزیره ماگرویا، نروژ در کنار دریای بارنتز است. جاده ئی۶۹ اروپا در این دماغه به پایان می‌رسد. یک مرکز گردشگری در دماغه شمالی در سال ۱۹۸۸ ساخته شده که کافه، رستوران، اداره پست، یک موزه کوچک و سینما است.

## نگارخانه

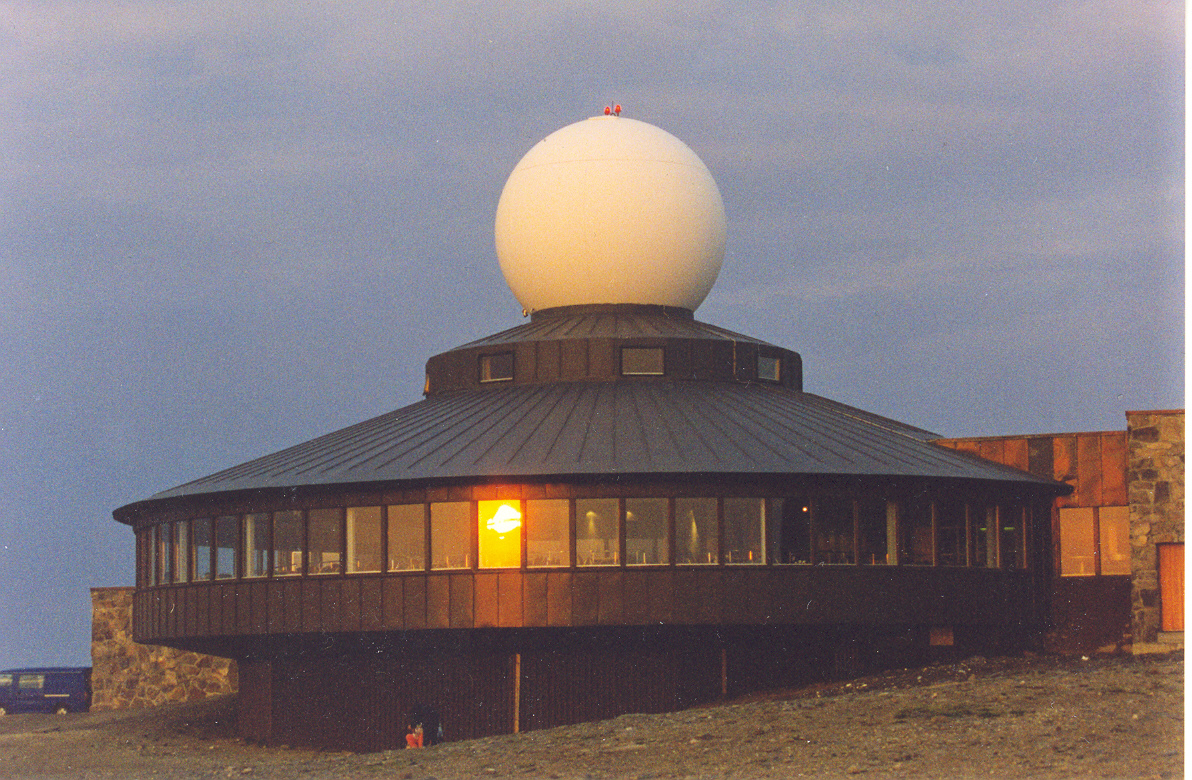
North Cape Hall
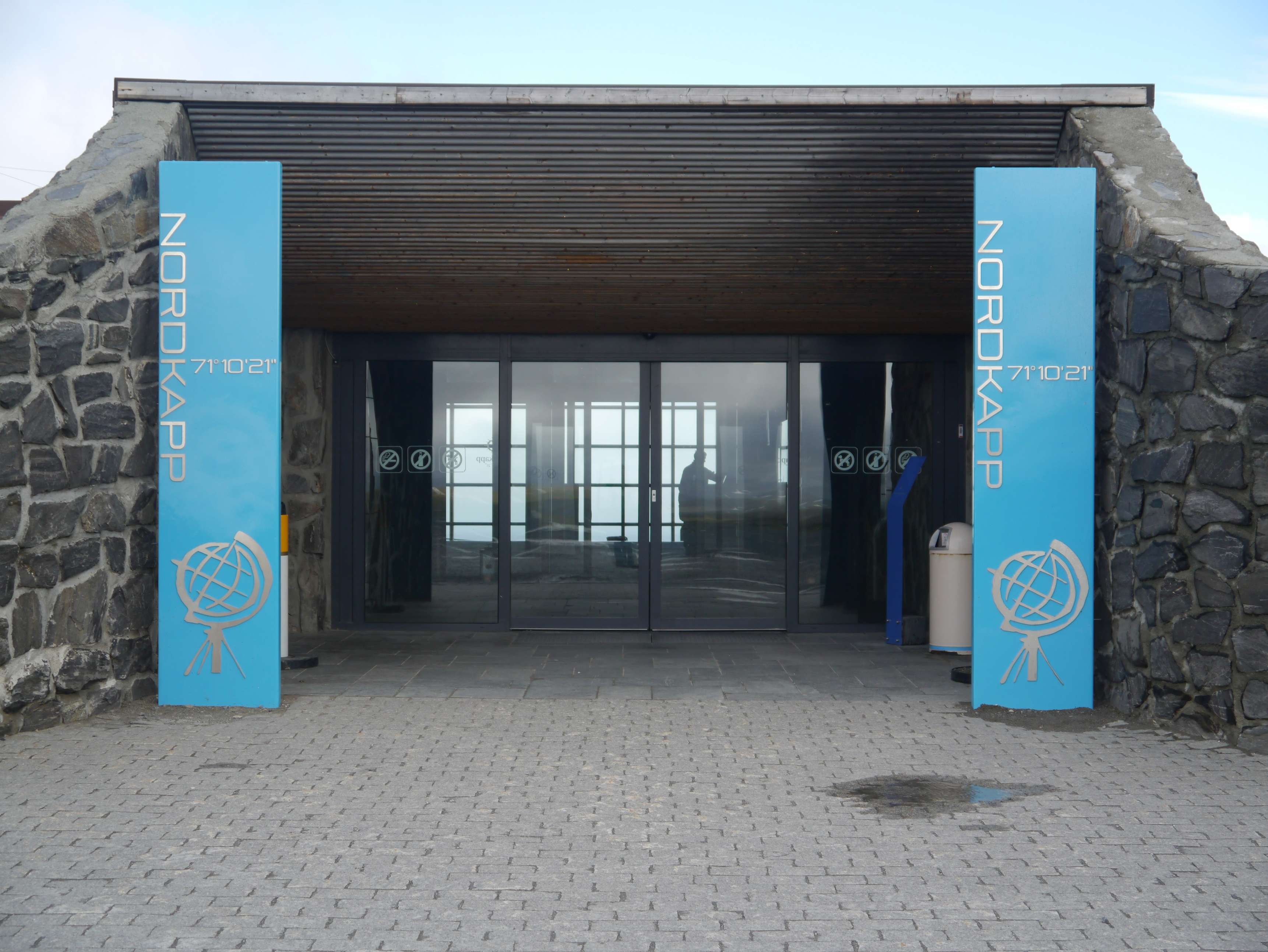
Entrance of North Cape Hall
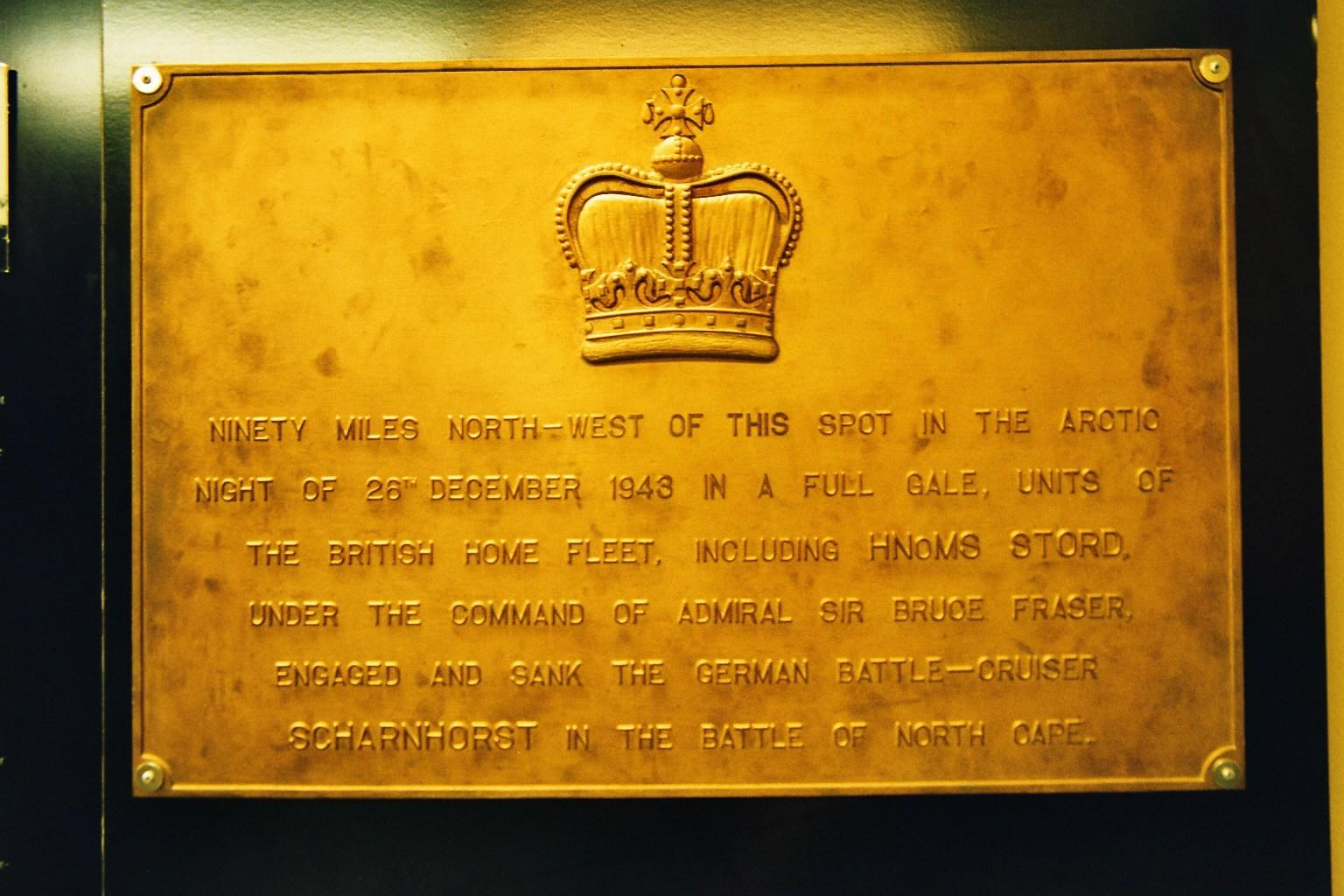
Battle of North Cape commemorative plaque
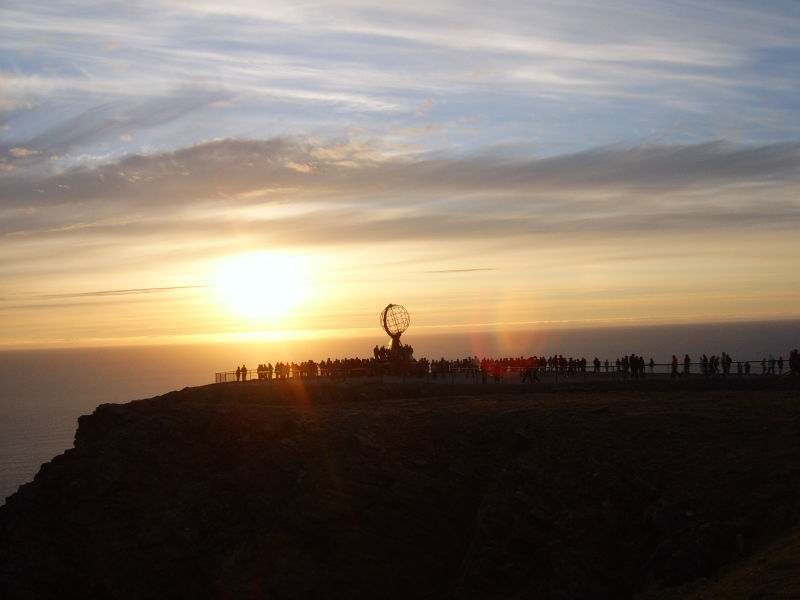
Midnight at North Cape
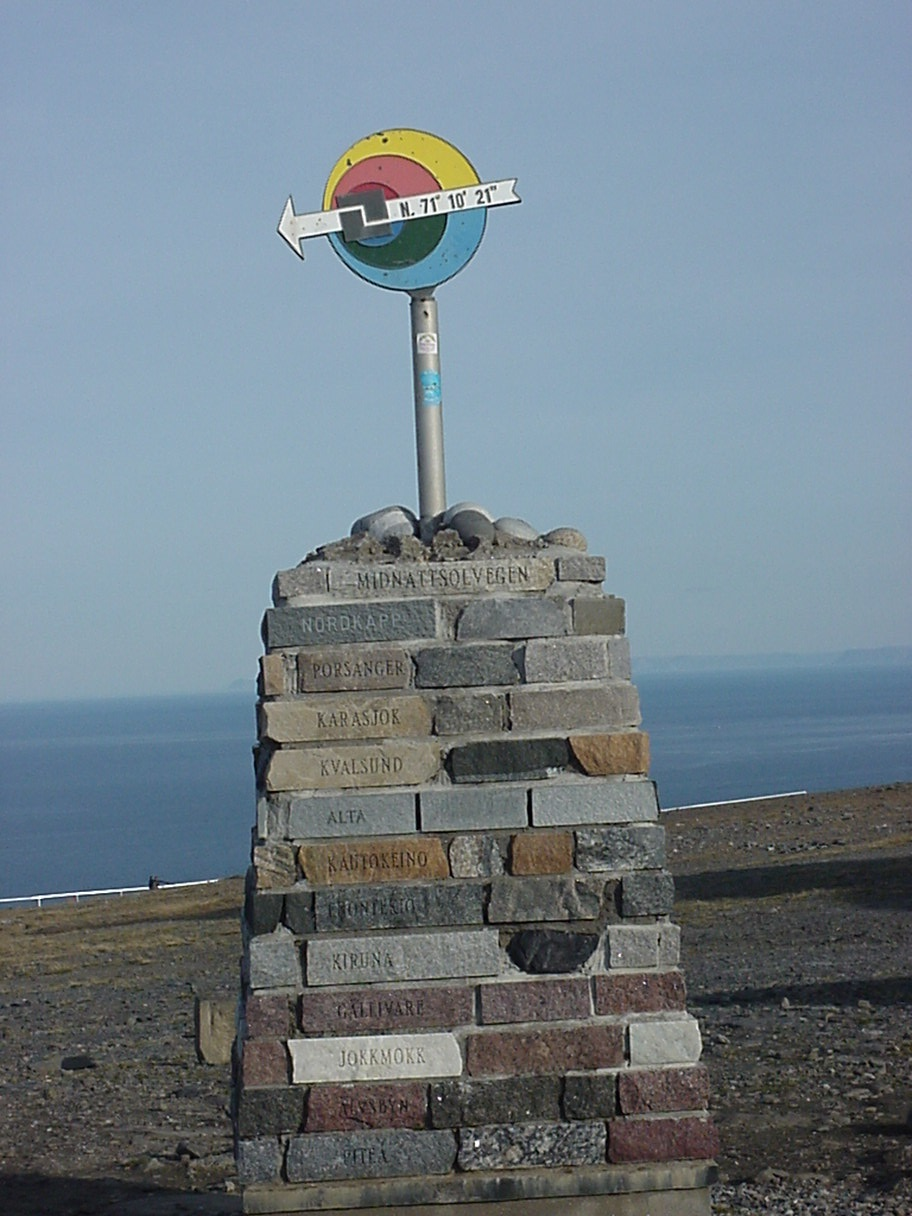
North Cap Milestone
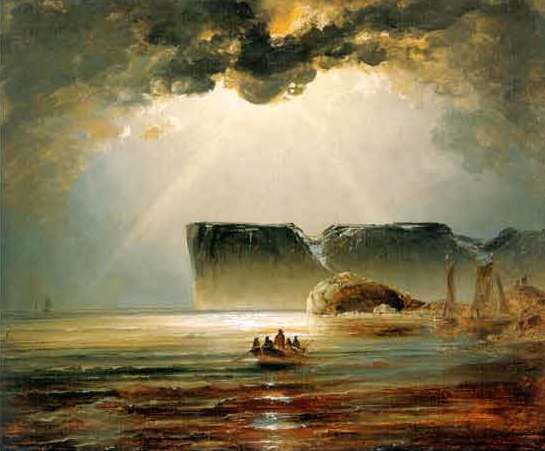
Nordkapp by Peder Balke (1804-1887)
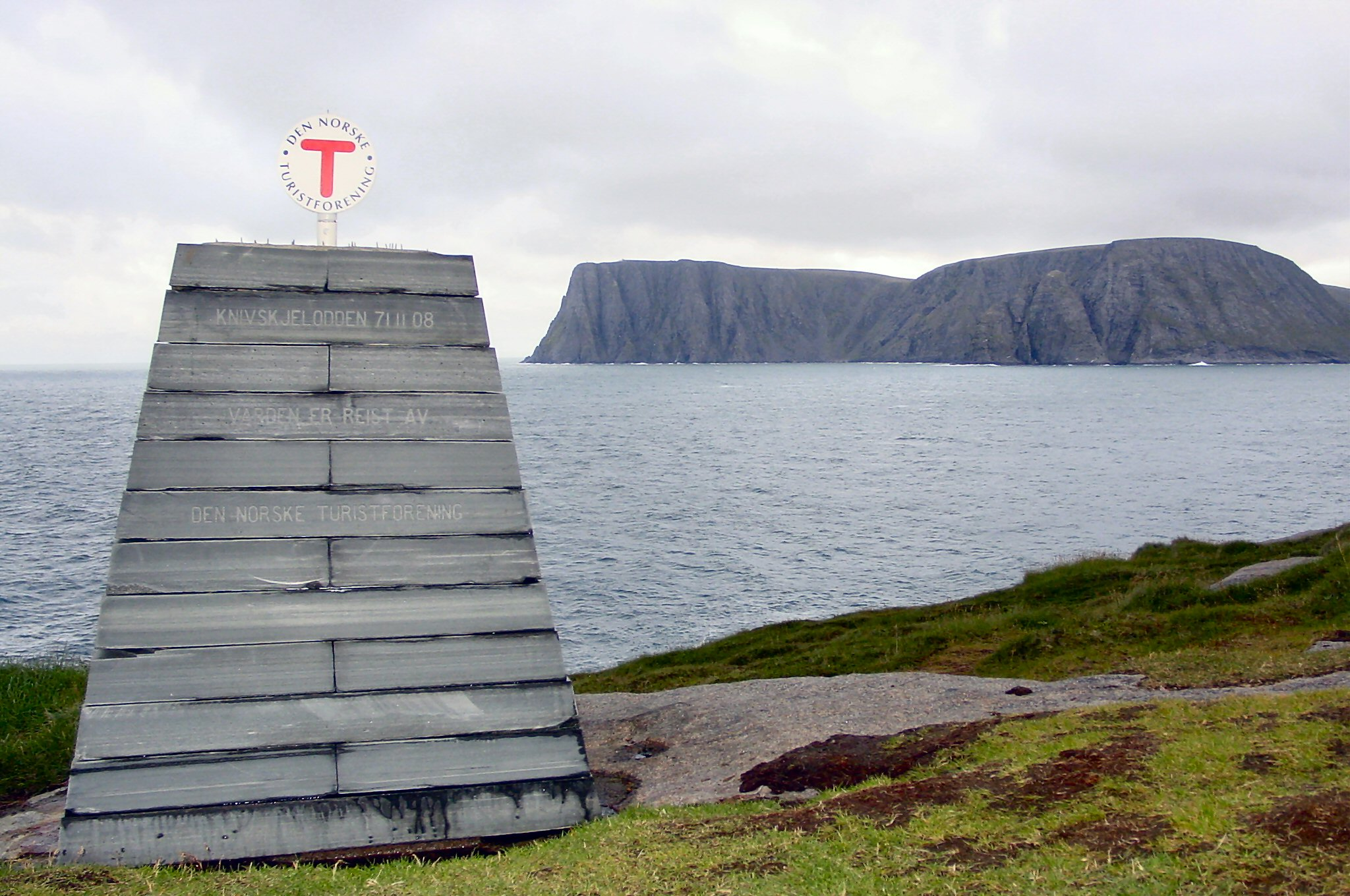
Norwegian National Trekking Association cairn
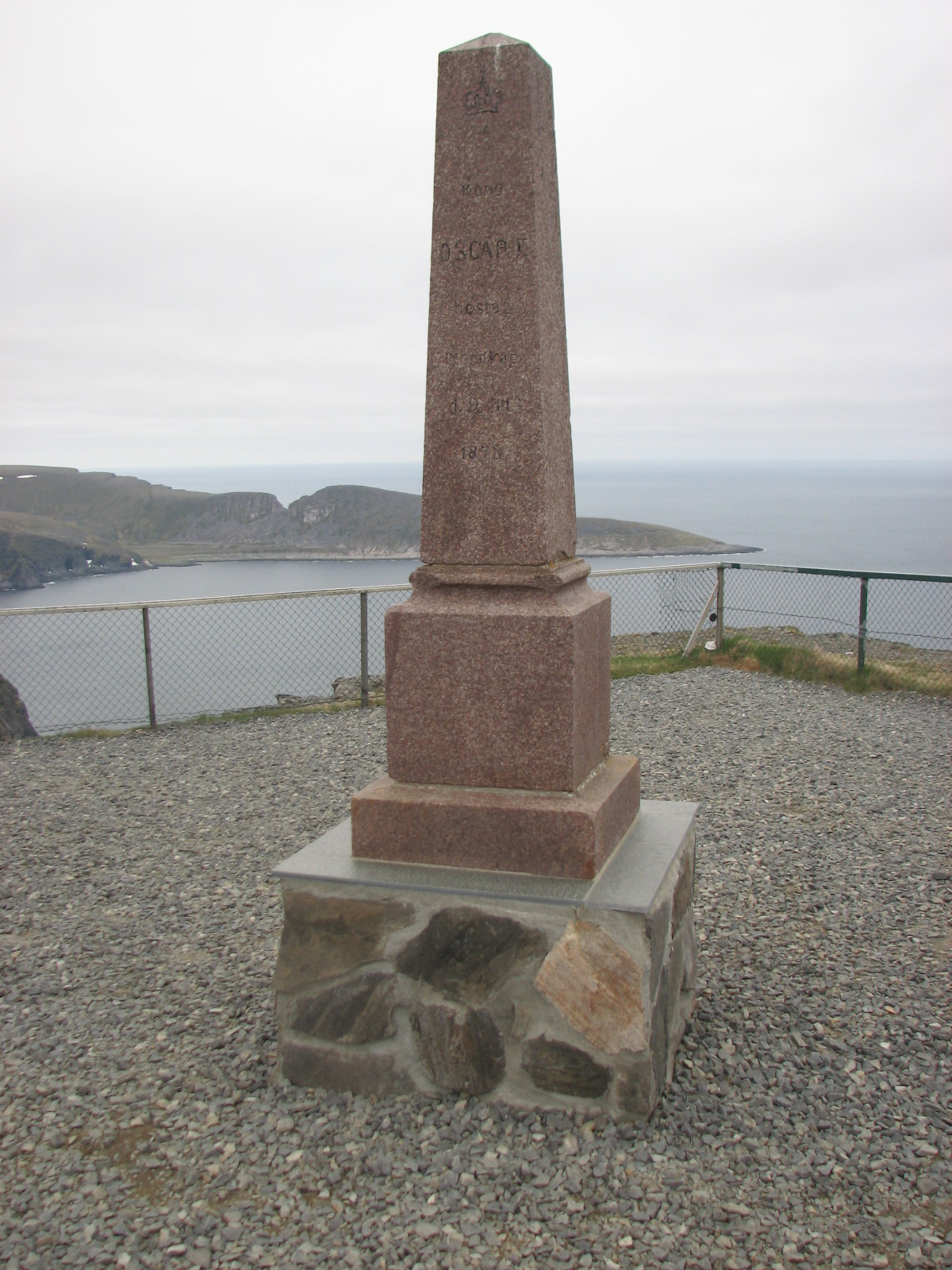
King Oscar II Obelisk